# دیوید والترز

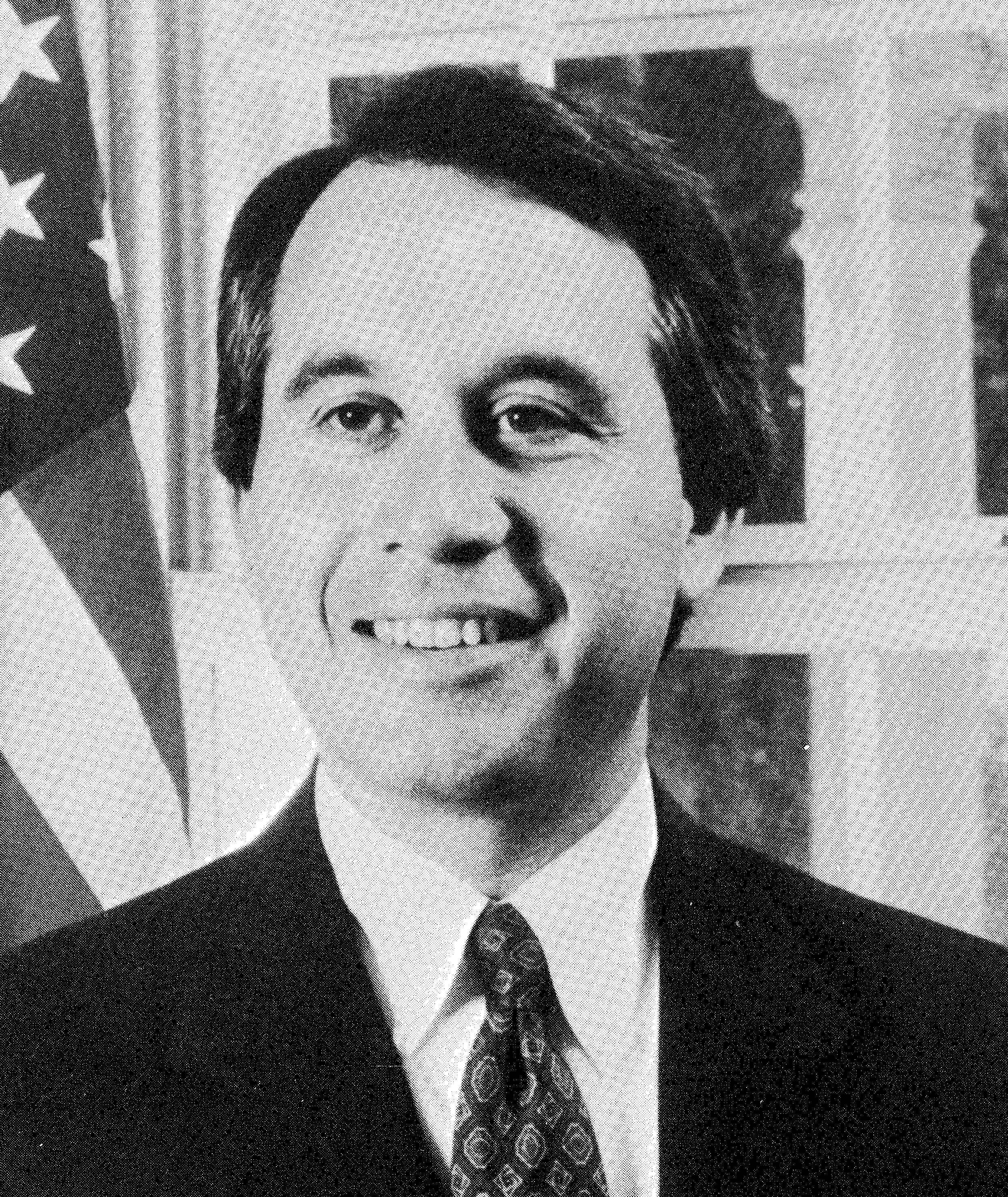
دیوید والترز

دیوید والترز (انگلیسی: David Walters؛ زادهٔ ۲۰ نوامبر ۱۹۵۱) یک سیاست‌مدار اهل ایالات متحده آمریکا است.